# Рамдан-Джамаль – Аннаба
Рамдан-Джамаль – Аннаба – газопровід на північному сході Алжиру.
Трубопровід, який ввели в дію у 1982 році, отримує живлення від газотранспортного коридору Хассі-Р'Мель – Скікда. Він має довжину 92 км та виконаний в діаметрі 700 мм.
В районі Аннаби великими споживачами протранспортованого ресурсу можуть бути:
- ТЕС Аннаба, що почала роботу на початку 1950-х на мазуті та потім була переведена на блакитне паливо;
- комплекс з виробництва добрив в Аннабі, на якому в 1980-х запустили завод аміаку;
- металургійний комбінат у Ель-Хаджарі.